# 蒼空時雨
『蒼空時雨』（あおぞらしぐれ）は、綾崎隼による日本の小説。イラストはワカマツカオリが担当。 第16回電撃小説大賞にて選考委員
奨励賞を受賞。『花鳥風月シリーズ』の第一作目で、2010年1月にメディアワークス文庫（アスキー・メディアワークス）より刊行された。

## 登場人物
舞原 零央（まいばら れお）
裕福な家庭に育った我儘青年。姉がいる。実家に生活援助を受けながら探偵事務所を経営している。
紀橋 朱利（きのはし しゅり）
零央の高校時代の先輩で、同じアパートの住人。母親との関係に疲れ、大学進学を機に上京、卒業後も都内で就職する。
譲原 紗矢（ゆずりはら さや）
零央の中学時代の同級生。幼い頃に事故で両親を亡くし、施設で育つ。人生に絶望し、縋る思いで初恋相手の零央に会いに来るが・・・？
楠木 風夏（くすのき ふうか）
零央と朱里の高校時代からの友人。彼らと学校は違うが、同じ演劇部に所属していた。幼い頃に父親を事故で亡くす。
楠木 蓮（くすのき れん）
風夏の夫。
朽月 夏音（くちつき かのん）
風夏の双子の姉。零央の高校時代の先輩。
朽月 稜（くちつき りょう）
夏音と風夏の義兄。夏音達の母親の再婚相手の連れ子。幼い頃から病弱で通学も出来なかった。

## 既刊一覧
- 綾崎隼（著） / ワカマツカオリ（イラスト） 『蒼空時雨』 アスキー・メディアワークス〈メディアワークス文庫〉、2010年1月25日発売[2]、ISBN 978-4-04-868290-9

## 舞台
舞台『蒼空時雨』の題で、2011年7月12日から7月18日まで、テアトルBONBONで上演。全11公演。 トライフルエンターテインメントプロデュース。脚本は吉谷光太郎、演出は矢本翼子が担当。

### キャスト
- 舞原 零央 - 古原靖久
- 紀橋 朱利 - 平野良
- 譲原 紗矢 - 水谷妃里
- 朽月 夏音 - 井ノ上奈々
- 朽月 稜 - 高城元気
- 楠木 蓮 - 金子恭平
- 楠木 風夏 - 平田弥里